# عبدالحسین راجی
عبدالحسین راجی (زاده ۱۲۸۱ - درگذشته ۱۳۵۵) وزیر بهداری کابینه منوچهر اقبال و مدیر عامل جمعیت کمک به جذامیان ایران بود. در سالهای دهه پنجاه، مرکزی برای اسکان جذامیان بهبود یافته در دشت گرگان ایجاد شد که بهکده راجی نامیده شد. او در دوره پانزدهم، شانزدهم و نوزدهم مجلس شورای ملی از حوزه انتخابیه خرمشهر، به مجلس راه یافت و در دوره نوزدهم، از نمایندگی به وزارت بهداری رسید. فرزند وی، پرویز راجی آخرین سفیر ایران در لندن قبل از انقلاب بود.